# Семь (фильм)
«Семь» (англ.Seven, или стилизованные от него SE7EN или Se7en) — американский триллер в стиле неонуар, снятый Дэвидом Финчером по сценарию Эндрю Кевина Уокера. Лента рассказывает о расследовании двумя детективами-напарниками серии убийств, которые связаны с семью смертными грехами. В главных ролях: Брэд Питт, Морган Фримен, Гвинет Пэлтроу и Кевин Спейси.
Несмотря на пессимизм продюсеров, которые считали, что сценарий слишком мрачен, и всячески пытались переделать концовку, фильм вышел в прокат практически без изменений 22 сентября 1995 года и получил признание как зрителей (327,3 миллиона долларов в мировом прокате), так и рецензентов (на специализированных сайтах фильм имеет высокий рейтинг и по состоянию на июнь 2020 года находится на 20 месте в списке 250 самых рейтинговых фильмов IMDb). Кинокритики отмечали режиссёрскую и операторскую работу, игру актёров, музыку к фильму. Фильм «Семь» и члены съёмочной группы были также удостоены ряда престижных кинопремий. По мотивам фильма создана серия комиксов с тем же названием. Некоторые киноведы прослеживают в фильме все тенденции, знаменующие переход от нуара к неонуару в кинематографе.

## Сюжет
Полицейские детективы Уильям Сомерсет и Дэвид Миллз расследуют дело о серийном убийце Джоне Доу, возомнившем себя орудием Господа. В своей одержимости последовательно карать за семь смертных грехов он подвергает жертвы смертельным физическим и моральным страданиям, которые готовит с холодной расчётливостью. Каждая кара тщательно спланирована, а каждая жертва (в понимании Доу) — эталон того греха, за который следует наказание. Изощрённый мучитель и убийца оставляет на месте преступления лишь название греха и хитроумную зацепку-головоломку, позволяющую найти следующего «грешника».
Джон Доу считает свою деятельность проповедью, призванной преподать горожанам урок. Он тщательно документирует все свои действия, годами готовит головоломные убийства и пытки, скрупулёзно заметает следы (даже срезает себе кожу с подушечек пальцев, чтобы не оставлять отпечатков). До самого конца картины всё происходит словно по его сценарию: он всегда на несколько шагов впереди своих преследователей, и даже сама деятельность детективов выступает как часть его безумного, но чрезвычайно расчётливого плана. Драматический эффект происходящего усиливается и тем, что история разворачивается в течение семи дней, которые должны стать последними на службе для уходящего в отставку дотошного и сердобольного холостяка Сомерсета и первыми на новом месте для сменяющего его амбициозного и эмоционального Миллза, любящей жене которого, Трейси, приходится мириться с жизнью в ненавидимом ею городе.
Первой обнаруженной жертвой становится громадный толстяк, олицетворяющий грех чревоугодия, второй — знаменитый адвокат, которому в вину вменяется алчность. Несмотря на то, что уже после третьего эпизода — праздности — следствию, не без доли везения и в обход закона, удаётся раскрыть логово маньяка, это, по его собственному признанию, лишь несколько ускоряет «миссию»: одно за другим следуют новые кровавые преступления, карающие, по задумке Доу, за похоть и за гордыню.
Внезапно убийца хладнокровно сдаётся полиции, но, озвучив угрозу объявить себя невменяемым, вынуждает правосудие пойти с ним на сделку: признание в содеянном и указание места захоронения последних двух жертв в обмен на поездку туда наедине с обоими детективами. Под охраной с воздуха трое доезжают до пустынного просёлка, куда вскоре неожиданный курьер привозит какую-то посылку. Пока Сомерсет в отдалении вскрывает её и замирает в ужасе, безоружный и скованный по рукам и ногам Джон Доу вдруг доверительно признаётся стерегущему его Миллзу, что восхищён им и его женой, и что поскольку ему не удалось «сыграть роль мужа» с ней, он забрал себе «сувенир» — её голову.
Шокированный Миллз слышит признание маньяка в собственном грехе — зависти к нормальной семейной жизни. Случившееся приводит к явно просчитанному Доу финалу: молодой детектив, ещё и узнавший о беременности убитой Трейси, не поддаётся на увещевания тоже потрясённого, но сохраняющего самообладание ветерана и всё же расстреливает в упор спокойного, готового к смерти преступника, не будучи в силах обуздать свой гнев — грех, завершающий чудовищный план.

### Варианты концовки, неснятые и вырезанные сцены
Художественный замысел режиссёра состоял в том, чтобы фильм заканчивался выстрелом Миллза в Доу. Однако такой финал провалился на тестовых просмотрах, и Финчер согласился доснять последнюю сцену, где Миллза увозят в полицейской машине, а Сомерсет цитирует Хэмингуэя:
Мир — прекрасное место, достойное того, чтобы за него бороться … Со второй частью я согласен.
Обсуждался и целый ряд альтернативных вариантов:
- Продюсеры не хотели, чтобы фильм имел такой пессимистичный конец, и, по их замыслу, в конце фильма Миллз и Сомерсет могли бы спасти жизнь Трейси. Концовка, в таком случае, стала бы традиционной и динамичной (главные герои неслись бы на машине через город), однако и режиссёру, и актёрам такой вариант не понравился[8][9].
- В ещё одном варианте развязки Миллз и Доу погибали во время пожара в церкви. Трейси выживает и воспитывает ребёнка Миллза[10].
- Продюсеры предлагали изменить сценарий таким образом, чтобы в финальной сцене Доу был убит выстрелом Сомерсета, а не Миллза (таким образом, план убийцы не был бы реализован). Фримен поддерживал такую идею, но Питт был категорически против[6][8].
- Ещё одним альтернативным финалом могла быть сцена, в которой Доу убивает Миллза, а затем погибает от выстрелов Сомерсета[8].
- Обсуждался также финал, в котором Сомерсет находится на больничной койке после того, как в него выстрелил Миллз. Причины, которые бы объясняли такой поступок Миллза, озвучены не были[8].

Кроме того, в фильм не были включены или были сокращены ряд сцен.
- Первоначально фильм должен был начинаться со сцены, в которой Сомерсет покупает дом за городом и вырезает из стены кусок обоев, однако её в финальную редакцию не включили[6][11].
- Была удалена сцена, в которой бездомный (в исполнении Уокера) просит Сомерсета, направляющегося в библиотеку, дать ему немного денег[6].
- Были сокращены сцены с поездкой от дома жертвы обжорства до полицейского участка, с диалогом в машине по дороге до квартиры жертвы праздности, с ужином у Миллзов, с пробуждением Трейси в квартире и сцена в квартире жертвы гордыни[6]. Из сцены с ужином у Миллзов были удалены фрагменты, когда из пальто Сомерсета выпадает вырезанный клочок обоев, поскольку сцена с покупкой дома, которая объясняла бы, откуда у Сомерсета этот клочок, была вырезана ранее[6][11].

Уокер хотел немного больше раскрыть некоторые мотивы героев, рассказать об их жизни, что он и постарался сделать, когда писал и переписывал сценарий. Так, в нём имеются сцены с Трейси, которая пытается устроиться на работу в школу, направляется на фруктовый базар, где знакомится с Миллзом, возвращается с ним домой. Миллз, в свою очередь, должен был появиться в сцене, где задерживает двух грабителей машин; этот эпизод в сценарии раньше знакомства Миллза с Сомерсетом. Указанием на беременность Трейси должна была стать сцена, в которой она читает книги для будущих мам. В начальных вариантах сценария Сомерсет не был таким проницательным: догадка о семи смертных грехах посетила не его, а его друга, художника Маккракена, а в библиотеку ходил Миллз. Также раскрывались причины, по которым Доу стал убийцей: он рос сиротой, и с ним жестоко обращался надзиратель приюта — отец Стоун. Собственно, после разговора со Стоуном детективы и должны были выйти на Доу — в итоге в этом им помог агент ФБР.

## В ролях
| Актёр           | Роль                                        |
| --------------- | ------------------------------------------- |
| Морган Фримен   | Уильям Сомерсет                             |
| Брэд Питт       | Дэвид Миллз                                 |
| Кевин Спейси    | Джон Доу                                    |
| Гвинет Пэлтроу  | Трейси Миллз                                |
| Ли Эрми         | капитан полиции                             |
| Джон Макгинли   | «Калифорния» командир отряда спецназначения |
| Редж Э. Кэти    | доктор Сантьяго судебно-медицинский эксперт |
| Альфонсо Фримен | специалист по отпечаткам пальцев            |
| Ричард Раундтри | Мартин Тэлбот районный прокурор             |
| Ричмонд Аркетт  | работник службы доставки                    |
| Ричард Шифф     | Марк Сворр адвокат Джона Доу                |

| Актёр            | Роль                                                        |
| ---------------- | ----------------------------------------------------------- |
| Готорн Джеймс    | Джордж охранник в библиотеке                                |
| Марк Бун младший | информатор из ФБР                                           |
| Майкл Масси      | контролёр в массажном салоне                                |
| Лиленд Орсер     | посетитель массажного салона, вынужденный убить проститутку |
| Ричард Портноу   | доктор Бирдсли                                              |
| Харрис Савидис   | оператор 911                                                |
| Боб Мэк          | жертва чревоугодия                                          |
| Джин Боркан      | Элай Гоулд адвокат, жертва алчности                         |
| Майкл Рид Маккей | Теодор «Виктор» Аллен жертва праздности                     |
| Кэт Мюллер       | проститутка, жертва похоти                                  |
| Хайди Шанц       | жертва гордыни                                              |

|                                                                          |  |  |  |
| Актёрский состав: Морган Фримен, Брэд Питт, Кевин Спейси, Гвинет Пэлтроу |  |  |  |

## История создания

### Сценарий
Сценарий к фильму написал Эндрю Кевин Уокер, и, по его словам, он стал «циничным любовным письмом Нью-Йорку». Именно пребывание и работа в этом городе с 1986 по 1991 год вдохновили Уокера на написание сценария.
Уокер провёл большую часть детства в небольшом городе Меканиксбург в штате Пенсильвания. Окончив Пенсильванский университет, он направился в Нью-Йорк, где начал работать ассистентом продюсера в малобюджетной кинокомпании «Brisun Entertainment», которая специализировалась на фильмах в жанре слэшер. Именно тогда у него впервые возникла идея об убийце, чьи преступления были бы связаны с семью смертными грехами. Мысли о семи грехах навевал и сам город. Жизнь в нём, по сравнению с Меканиксбургом, была настоящей «атакой на чувства» Уокера. Смертные грехи, по его словам, можно было встретить на улице, в метро и среди людей. Постоянно случались автокатастрофы с летальным исходом, кто-то кого-то «ставил на нож», в расцвете была мода на курение крэка.
Перед тем как приступить к написанию сценария, Уокер покинул «Brisun Entertainment» и устроился сценаристом в «Tower Records» с целью получить нормированную рабочую неделю. В этой компании он проработал три года, и именно там его идея материализовалась в сценарий. Написание сценария заняло примерно пять месяцев. Для того чтобы воплотить задуманное, Уокеру пришлось провести ряд исследований. Он изучал полицейскую литературу и понял, что в реальной жизни копы редко пользуются оружием, а на место преступления чаще прибывают, когда преступление уже совершено. Также он довольно мало знал о самой концепции семи грехов: он знал, что таковые есть, но не мог даже их всех назвать.
Когда сценарий был написан, Уокер понял, что эта история слишком хороша для «Tower Records». Он попросил Дэвида Кеппа (молодого сценариста, уже познавшего успех, — он написал сценарий к фильму «Дурное влияние») оценить его работу. Тот, в свою очередь, порекомендовал Уокера своему агенту. Сценарий фильма был отправлен многим кинокомпаниям, однако почти все они отказались участвовать в проекте. Только режиссёр Джеремая Чечлик обратил внимание на творение Уокера и захотел снять по нему фильм. С его подачи сценарий выкупила итальянская кинокомпания «Penta Films», но её постигли финансовые проблемы, и в итоге сценарий попал к «New Line Cinema».

### Споры вокруг сценария
Хотя кинокомпания «New Line Cinema» выкупила права на сценарий, снимать фильм она не спешила. Продюсеров беспокоила финансовая сторона вопроса. Кроме того, проект показался им сложным для начинающих актёров, а привлечение мастеров требовало больших денег. Вложения инвесторов должны были окупиться, и продюсеры сочли фильм слишком зловещим и «тёмным», чтобы он мог стать успешным в прокате. Сценарий нужно было корректировать, и Уокеру пришлось заняться этим — в случае его отказа компания наняла бы другого сценариста, ведь права на фильм уже принадлежали ей, а Эндрю больше всего не хотел, чтобы над фильмом работал кто-то другой.
Первоначально фильм должен был снимать Чечлик, однако он отказался от участия в проекте, и откорректированные варианты сценария были разосланы многим другим потенциальным кандидатам на режиссёрское кресло. Среди адресатов был Дэвид Кроненберг, однако и он отказался. Отказом ответил и Гильермо дель Торо. К одному из кандидатов — Дэвиду Финчеру — случайно попал первый вариант сценария. Прочитав начало, Финчер хотел было отклонить предложение, у него сложилось впечатление, что это очередное кино про двух полицейских-напарников, но его агент убедил его дочитать сценарий до конца. Закончив чтение, Финчер был поражён и поинтересовался у агента, действительно ли компания будет снимать такой фильм, несмотря на финал с головой в коробке. Агент ответил, что произошла ошибка, и Дэвид получил не тот вариант сценария. Однако Финчер решил убедить продюсеров, что именно первый вариант является единственно стоящим. Он убеждал, что даже через десятки лет актёров фильма могут не вспомнить, но концовку с головой в коробке запомнят навсегда. Один из продюсеров «New Line Cinema» — Майкл Де Лука — был на стороне режиссёра, однако решающее слово принадлежало Арнольду Копельсону. Только совместными усилиями Финчер и актёры (Питт и Фримен) смогли переубедить продюсера.

### Подбор актёров
На этапе кастинга режиссёр и продюсеры столкнулись с трудностями: многие агенты отказывались отправлять сценарий своим клиентам, а актёры, в свою очередь, отказывались от ролей из-за мрачного сценария.
Среди кандидатов на роль Сомерсета был Аль Пачино. Однако он отказался от участия в съёмках в пользу другого проекта (фильма «Мэрия»). Что касается Моргана Фримена, то продюсеры не надеялись привлечь его к съёмкам, будучи уверенными, что и для него сценарий окажется слишком «тёмным». Однако Копельсон всё же лично отправил сценарий фильма актёру, и тот неожиданно согласился.
В роли Миллза создатели фильма сначала видели Дензела Вашингтона. Именно под него концовку сценария изменили на более динамичную. Однако и Вашингтон отказался от съёмок. Ещё одним кандидатом был Сильвестер Сталлоне. В конце концов, на роль молодого детектива утвердили Брэда Питта. Он согласился участвовать в съёмках лишь при некоторых условиях: в финальной сцене ему не показывают голову героини Гвинет Пэлтроу, и для съёмок используется оригинальный сценарий Уокера.
Среди кандидатов на роль Трейси были Кристина Эпплгейт и Робин Райт Пенн. Выбор Гвинет Пэлтроу стал повторением истории с Морганом Фрименом. И у продюсеров, и у Финчера были серьёзные сомнения относительно перспектив получения её согласия, при том, что они единодушно считали её лучшей кандидатурой на эту роль. Пикантности добавляло и то обстоятельство, что Брэд Питт с Гвинет Пэлтроу были тогда парой в реальной жизни. Тем не менее именно участие Питта стало одним из факторов, убедивших Пэлтроу принять предложение.
На роль Джона Доу пробовались Майкл Стайп и Рональд Ли Эрми, который в итоге получил важную, хоть и безымянную, роль капитана полиции. Также среди кандидатов числился Нед Битти: собственно, он был первой кандидатурой Финчера. В конце концов роль Доу досталась Кевину Спейси. По его словам, его утвердили в последний момент, позвонив ему в пятницу, а уже в понедельник он летел в Лос-Анджелес, поскольку съёмки начинались во вторник. По словам Спейси, он хоть и наслаждался работой, однако не чувствовал себя органической частью съёмочного процесса. Воспоминания Спейси противоречат[уточнить] интервью Финчера и Питта. Оба они заявили, что более всего пытались заполучить именно его, хотя это оказалось непросто в финансовом плане. Только настойчивость Питта заставила Копельсона увеличить финансирование проекта ради привлечения Спейси.

### Съёмки и постпроизводство
После всех обсуждений в рождественский период 1994 года начались съёмки основной части фильма. Все локации были размещены в Лос-Анджелесе или вблизи него, хотя Финчер подумывал о съёмках в Окленде. Дождь, позже воспринятый как художественный приём Финчера, на самом деле таковым не являлся. Дело в том, что Брэд Питт мог участвовать в проекте только на протяжении 55 дней, а затем должен был отправиться на съёмки другого фильма, «12 обезьян», и Финчеру не приходилось выбирать пасмурные или ясные съёмочные дни.
На площадке случилось происшествие, повлиявшее на сценарий: во время съёмок сцены преследования Джона Доу Питт сломал себе руку. Поскольку эпизоды снимались не в том порядке, в котором они следуют на экране, в некоторых моментах Питт держит травмированную руку в кармане. Для съёмок фильма Кевин Спейси побрил себе голову. Финчер через некоторое время тоже обрился, поскольку дал слово сделать это вслед за Спейси.
Съёмки велись как на площадках в студии, так и в городе. Над каждой локацией велась детальная работа с целью создания ощущения клаустрофобии, запущенности и грязи. Так, стены в доме жертвы обжорства были несколько раз закрашены разными цветами, затем на них нанесли слой жира и запустили тараканов. Другой непростой проблемой было найти в Лос-Анджелесе здания, максимально похожие на нью-йоркские. Например, библиотека была сдекорирована в здании заброшенного банка, поскольку все библиотеки Лос-Анджелеса оказались слишком современными по сравнению с описанной в сценарии. В качестве штаб-квартиры полиции использовали дом, который некогда служил для нужд компании Pacific Electric. Квартира Джона Доу была обустроена в гостинице Alexandria Hotel. Кульминационная сцена была снята на севере от Лос-Анджелеса, в пустыне Мохаве близ Ланкастера, а вырезанная сцена с Фрименом и покупкой им дома — в Чино. Сцену с участием Питта пришлось доснимать через несколько месяцев. Поскольку Спейси и Фримен к тому времени отсутствовали, их заменили дублёрами. Не было уже и вертолёта, и один из планов снимался со специального макета.
- Отель Alexandria Hotel (квартира Джона Доу)
- Pacific Electric Building[англ.](штаб-квартира полиции)
- Отель Ambassador Hotel[англ.] (место встречи со вдовою жертвы алчности)
- Место съёмки кульминационной сцены

Первоначально планировалось завершить фильм чёрным экраном сразу после выстрела Миллза, и такой вариант был показан во время тестовых просмотров. По замыслу Финчера, темнота должна была бы продлиться несколько секунд, а зрители в этот момент могли бы как-то осмыслить увиденное. Для создания необходимой атмосферы работников, которые опрашивают зрителей после просмотра, попросили не подходить сразу, а технических работников — не включать свет. Однако эта просьба выполнена не была, что, в свою очередь, повлияло на реакцию зрителей: концовка провалилась, а одна зрительница даже сказала, что «тех, кто это снял, надо убить». Именно поэтому в конце была добавлена сцена, в которой Сомерсет цитирует Хемингуэя.
Все плакаты и трейлеры были опубликованы без упоминаний Кевина Спейси. Это было сделано по согласованию с ним, чтобы зрителям было труднее идентифицировать убийцу. Имя Спейси также отсутствует во вступительных титрах, однако появляется первым в заключительных.

## Характеристика звука и изображения

### Изображение

#### Фоны и декорации
Фильм знаменит нарисованной в нём беспросветной картиной неназванного нуарового города. Создатели фильма ставили перед собой задачу показать город «замусоренный, грязный, опасный, подчас депрессивный». Многие интерьеры представляют собой обшарпанные комнаты с отклеивающимися обоями и тускло мерцающими жёлтыми абажурами. По словам художника-постановщика Артура Маркса, «мы создали задник, отражающий нравственное разложение тех людей, которые здесь обитают». Почти все сцены плохо освещены. Цветовая гамма тёмная и олигохромная, её составляют немногие близкие друг другу тона — белый, кремовый, серый, грифельный, охристый, бежевый, коричневый, чёрный и грязно-кислотная зелень.
Оператором фильма был Дариус Хонджи. Он использовал 35 мм камеру «Aaton», 27 мм линзы «Primo» и плёнку фирмы «Kodak» (Kodak 200T 5293 для большинства сцен и Kodak 320T 5287 для более ярких сцен). Его основной задачей было обеспечить изображение, которое бы передавало ощущение заброшенности, морального упадка и клаустрофобии. Тьма стала первым необходимым элементом фильма, поэтому количество света было ограничено. В большинстве сцен свет расположен или перед актёрами, или позади них. Исключения — некоторые сцены в полицейском участке, сцена в баре и сцены с естественным освещением. Критик Дж. Розенбаум пишет, что «даже светлое время суток ощущается как беспросветная ночь», причём полицейские исследуют места преступления в потёмках, с фонариками в руках, как если бы здания не были оснащены электричеством.
Чтобы обеспечить необходимое ощущение клаустрофобии Хонджи снимал экстерьеры при диафрагме 1/2,8-1/1,4, а интерьеры — при диафрагме 1/2,8. Специфической картинкой фильм обязан применением специальной технологии — ретенции серебра (англ. bleach bypass), при которой этап отбеливания киноплёнки пропускается. Как следствие, чёрный цвет получается насыщенным, в отличие от остальных цветов.
Хонджи также использовал разные приёмы с расположением камер. Например, в сценах, снятых в салонах автомобилей, камеры располагаются на задних сиденьях и направлены немного снизу вверх и под углом — это было навеяно документальным сериалом «Копы». Сцену погони оператор снимал как с тележки, так и небольшими ручными камерами. Тележка давала плавное изображение, в то время как ручные камеры — дрожащее. Позже эти кадры объединили.
Монтажом занимался Ричард Фрэнсис-Брюс. По его словам, он придерживался пожеланий Финчера: в фильме не должно было быть плавных переходов, фильм должен быть резким, но эта резкость должна быть достаточно эстетичной.

#### Титры
Уже в первых минутах фильма задаётся мотив сходства полицейских и преступников. Дрожащие, затёртые титры, над которыми работал Кайл Купер, напомнили Дж. Розенбауму экспериментальные фильмы Стэна Брэкиджа; критик назвал их одним из самых оригинальных решений в голливудском кино последнего времени: они решены как своего рода флешфорвард — то ли нарезка из жизни не представленного пока зрителю маньяка, готовящего очередное преступление, то ли кадры деятельности полицейских криминалистов, идущих по его следу. За кадром звучит ремикс на песню «Closer» из репертуара рок-группы Nine Inch Nails.
По словам Купера, Финчер попросил создать мрачные тёмные титры, которые бы привлекали внимание зрителя, а также однозначно характеризовали фильм. Сначала Купер создал последовательность слайдов со страницами дневников Джона Доу. Результат удовлетворил продюсера, но не режиссёра, — Финчер попросил титры переделать. Тогда Купер расширил первоначальный вариант, добавив множество других деталей. В основе остались нарезки с дневниками Джона Доу, детально проработанными Клайвом Пирси и Джоном Сейблом: каждая страница была написана вручную, кое-где текст сменяется жуткими и будоражащими фотографиями (сцены убийства, вскрытия тел, эротика) и другими предметами. Помимо всего этого, показаны пальцы Джона Доу с забинтованными кончиками, процесс написания и сшивания им дневников. Таким образом, вступительные титры вводят зрителя в мир убийцы, знакомят с его натурой и мышлением. Кадры титров резко сменяются, некоторые надписи напоминают царапины. Кроме того, чтобы лучше раскрыть сущность убийцы, Купер ввёл несколько символов. Например, встречаются кадры, в которых Доу вырезает слово «Бог» из долларовой банкноты (связь с семью смертными грехами как частью христианского мировоззрения), изображён чайный пакетик, который Доу погружает в воду (Купера поразили кадры, когда арестованный Доу спокойно пьёт чай), маркер, закрашивающий некоторые слова, не нравящиеся Доу (Купер таким образом хотел показать, что Доу ненавидит людей и зачёркивает то, что, по его мнению, им не положено иметь).
Режиссёр называет целью такого решения титров дать почувствовать зрителю присутствие архизлодея (который по сценарию материализуется на экране ближе к 90-й минуте). «Нам надо было дать представление о том, против чего борются эти парни», — говорит Финчер. Он дал указание эксперту по спецэффектам не только показать в титрах замысловатые записные книжки Джона Доу (на создание которых ушли тысячи долларов), но и через них дать почувствовать, что «где-то на другом конце города кто-то готовит нечто реально мерзкое».
Необычны и заключительные титры, которые идут не традиционно, сверху вниз, а в обратном направлении, снизу вверх, под песню Дэвида Боуи «The Hearts Filthy Lesson».

### Звук и саундтрек

#### Звук в фильме
Над звуком работал Рен Клайс. Для фильма он использовал низкочастотные урбанистические мотивы: звуки сирен, автомобилей, шум на улицах, голоса с телевизионных экранов. Таким образом создаётся эффект негативного влияния города на приватность человека. Особенно это ярко выражено в сцене, где квартира Миллзов трясётся от проезжающих рядом вагонов метро. Эти звуки города Клайс использовал как фон для наложения более отчётливых звуков, которые служили бы ориентиром для зрителя. Примером такого ориентира может служить метроном в квартире Сомерсета, стук которого выделяется на фоне городского шума.

#### Саундтрек
Музыкальное оформление фильма было поручено канадскому композитору Говарду Шору, и большинство сцен фильма «подзвучены» его музыкой. Кроме того, в фильме использованы произведения и записи порядка десяти различных авторов: музыка И. С. Баха, лучшие образцы классического джаза, а также «актуальная» музыка в стилях new wave и industrial.
В 1995 году саундтрек фильма был издан на CD продолжительностью звучания менее 60 минут — в его состав вошли далеко не все композиции, прозвучавшие в фильме.
| №   | Название                           | Исполнитель                                                                             | Длительность |
| --- | ---------------------------------- | --------------------------------------------------------------------------------------- | ------------ |
| 1.  | «In the Beginning»                 | The Statler Brothers                                                                    | 2:22         |
| 2.  | «Guilty»                           | Gravity Kills                                                                           | 4:05         |
| 3.  | «Trouble Man»                      | Марвин Гей                                                                              | 3:50         |
| 4.  | «Speaking of Happiness»            | Глория Линн - авторы Бадди Скотт и Джимми Рэдклифф                                      | 2:33         |
| 5.  | «Suite N°. 3 In D Major, BWV 1068» | И.С. Бах, в исполнении Штутгартского камерного оркестра под управлением Карла Мюнхигера | 3:39         |
| 6.  | «Love Plus One»                    | Haircut 100                                                                             | 3:38         |
| 7.  | «I Cover the Waterfront»           | Билли Холидей                                                                           | 3:20         |
| 8.  | «Now's the Time»                   | Чарли Паркер                                                                            | 4:16         |
| 9.  | «Straight, No Chaser»              | Телониус Монк (с концертного альбома Monk in Tokyo)                                     | 9:38         |
| 10. | «Portrait of John Doe»             | Говард Шор                                                                              | 4:57         |
| 11. | «Suite from Seven»                 | Говард Шор                                                                              | 14:50        |

В фильме во время вступительных титров звучит песня «Closer» группы Nine Inch Nails, а во время заключительных — «The Hearts Filthy Lesson» Дэвида Боуи.

## Анализ фильма

### Стиль и жанр
Кинокритики относят «Семь» к триллерам. Фильм содержит в себе также характерные элементы полицейской драмы: расследование убийства двумя полицейскими-напарниками и распутывание дела доказательство за доказательством. Однако такой история предстаёт лишь в завязке. По мере развития сюжета становится ясно, что авторы акцентируют внимание зрителя не на полицейских и их расследовании (что характерно для полицейской драмы), а на убийствах, плане и идеях убийцы. К тому же, в отличие от типичной полицейской драмы, где полиция изображается, как правило, некоррумпированной и честной организацией, в «Семь» полиция предстаёт нечестной и готовой на всё, чтобы достичь своих целей (примером служит незаконное получение данных от агента ФБР или выламывание двери в квартиру Доу без ордера на обыск). Иногда фильм относят к жанру ужасов. Сам Финчер сообщил, что неоднократно спорил с людьми, заявлявшими, что «Torture Porn» (термин, употребительный по отношению к фильмам ужасов, в которых жертв изощрённо мучают и жестоко убивают (например, серия фильмов «Пила»)) начался именно с «Семь», хотя режиссёр настаивал на том, что ни одной сцены издевательств над жертвами в его фильме продемонстрировано не было.
Стилистически фильм относят к нео-нуару: он содержит все основные элементы, характерные для классических нуарных фильмов и в то же время отражает все изменения, которые претерпел стиль со времени становления (послевоенный период) и до 90-х годов XX века (именно тенденции 90-х в культуре и обществе сильно повлияли на проблематику картины). Как и в классических нуарных фильмах, в «Семь» царит отчаяние, апатия, насилие и упадок общества, отсутствует хеппи-энд, судьбы выживших главных героев необратимо искалечены. Сомерсет выступает в роли измученного человека, живущего изолированно от остальных и мечтающего покинуть город, пришедший в упадок. Он олицетворяет прошлое и опыт, в то время как его напарник Миллз — будущее и надежду; в конце фильма будущее и надежда (Миллз) уничтожены, что также характерно для нуара. Сюжет повествует о деяниях преступника больше, чем о действиях полиции. Фильм начинается знакомством зрителя с планом убийцы (вступительные титры) и заканчивается его реализацией (финальная сцена), таким образом, история образует замкнутый круг. Сам Сомерсет признаёт неэффективность работы полиции и проговаривает, что новые подсказки могут вести лишь к следующим подсказкам.
Цветовая гамма также позволяет отнести картину к нео-нуару: в отличие от классических чёрно-белых нуарных лент, нео-нуар оперирует стилизованным цветом. Следующим элементом, указывающим на принадлежность фильма «Семь» к нео-нуару, можно назвать детальное изображение места преступления, изувеченных жертв, а также демонстрацию фотографий с мест преступлений. Примечательно также, что в фильме звучит параноидальная мысль относительно тотальной слежки ФБР за читателями библиотеки. Это не случайность: такие опасения, действительно, получили распространения в американском обществе в 1980-х годах и были отражены в картине. Серийный убийца является очередным элементом нео-нуара и также данью моде на таких персонажей, которая появилась в 80-х годах и активно высвечивалась в СМИ. Наконец, ещё один важный элемент, которым авторы отдают дань времени, — апокалиптические настроения и неуверенность в будущем. Сценарий и фильм были созданы на пике страхов перед наступлением нового тысячелетия, когда различные религиозные группы предсказывали конец света. Число «7» постоянно встречается в картине (название фильма, семь смертных грехов, количество дней до ухода на пенсию Сомерсета, время ужина у Миллзов, время доставки ужасающей посылки в пустыню) и создаёт мифическую почву для апокалиптических настроений: на протяжении семи дней убийца, который возомнил себя слугой Бога, совершает семь преступлений, что приводит к уничтожению одной семьи. Это можно сравнить с семью днями и семью карами, которые ведут к уничтожению мира в Апокалипсисе.

### Персонажи и их взаимодействие
Персонажи в «Семь» имеют тесные взаимоотношения и связи.
Изначально взаимодействие двух детективов построено на их противопоставлении. Первым отличием является их раса: Сомерсет — афроамериканец, а Миллз — европеоид. Мода на подобные тандемы была продиктована такими фильмами, как «Смертельное оружие» и «Полицейский из Беверли-Хиллз». Сомерсет значительно старше Миллза. Он — опытный интеллектуал, разочарованный и циничный во взглядах на общество и город, в котором живёт, хорошо контролирующий свои эмоции. Миллз — молодой, амбициозный, энергичный, уступает в начитанности Сомерсету, агрессивный и немного наивный в своих взглядах на жизнь в городе. Сначала Сомерсет занимает позицию наставника и предупреждает Миллза о том, что тот пожалеет о своем переезде в город. Его раздражает поведение младшего коллеги на месте преступления, он отговаривает его от расследования. В свою очередь, это раздражает Дэвида. До некоторой степени их отношения являются аллюзией на отношения Вергилия и Данте из «Божественной комедии», которая упомянута в фильме. Вергилий — голос разума и мудрый проводник, Данте — полон эмоций. Примером тому может быть эпизод, когда Сомерсет составляет список книг, которые должен прочитать Миллз, выбрав только необходимые, и раздражение Миллза навязываемым ему чтением. Та же сцена в библиотеке показывает различие подходов к расследованию: если Сомерсет обращает внимания на духовное и нематериальное и потому пытается понять ход мыслей убийцы, то Миллз между тем у себя дома просматривает фотографии сцен убийств, пытаясь найти материальные подсказки. Отношения двух детективов имеют определённый оттенок отцовства-сыновства, проявляющийся наставлениями от Уильяма: собирающийся на пенсию Сомерсет, очевидно, видит в Миллзе своего преемника. Однако по ходу действия оба детектива всё больше привязываются друг к другу: только их совместная работа приносит какие-то плоды (как, например, в сцене на квартире у Миллза), постепенно они начинают соглашаться друг с другом («Это ещё не конец» — «Впервые я полностью согласен с тобой»), а в конце фильма даже вместе шутят. Акт самоуничтожения Миллза, поддавшегося на провокацию Доу, сказывается и на Сомерсете — по мнению Браунинга, тот передумает уходить на пенсию.
Ещё один центральный персонаж — Джон Доу. На самом деле, он очень похож на Сомерсета. Во-первых, как и Сомерсет, он осознаёт греховность места, в котором обитает, но, в отличие от пассивно наблюдающего детектива, Доу занимает активную позицию: своими действиями он пытается повлиять на ситуацию, пытается показать миру его упадок. Как и Сомерсет, Доу начитан и уравновешен. Он также очень терпелив, что подтверждается сроком, на протяжении которого он мучил свою третью жертву (один год). Связь между Доу и Сомерсетом проявляется и в том, что последний не просто пытается найти убийцу, — Сомерсет изначально понимает, что предстоит целая серия убийств, и ему интересен мотив преступника. Сомерсет пытается мыслить как убийца, что побуждает его наведаться в библиотеку и прочесть книги, которые, по его мнению, помогут понять убийцу. Ещё одна их общая черта — любовь к фиксации своих мыслей. Так, в квартире Доу находят множество исписанных дневников; а в удалённой сцене Сомерсет вырезает кусок обоев из дома как память о своей мечте.
Персонаж Гвинет Пэлтроу — Трейси — олицетворение нежности и гуманности. Она любит своего мужа и следует за ним в место, которое её пугает. В последнем она признаётся Сомерсету и соглашается с его взглядами на город. Именно она налаживает отношения двух мужчин. Её роль в повествовании — в объединении двух детективов, в привнесении в их отношения эмоций: по её инициативе они впервые неформально общаются и называют друг другу свои имена, именно после ужина у Миллзов они впервые совершают прорыв в расследовании. Её гибель означает для Миллза потерю семейного очага и символизирует хрупкость семьи в мире, в котором они живут.

### Интертекстуальность
Кроме христианского понятия семи смертных грехов «Семь» связан с другими литературными произведениями. Так, в фильме большую роль играет «Божественная комедия». Помимо того, что взаимоотношения Миллза и Сомерсета являют собой аллюзию на отношения Данте и Вергилия, убийства Доу перекликаются с карами за грехи в Аду, изображёнными Алигьери. В дантовом Аду грешники вынуждены переживать свои грехи вечно, то есть наказаны в стиле contrapasso — наказание подобным или контрастирующим с самим грехом. Так же и Доу в ряде случаев наказывает своих жертв посредством объекта их же греха (закармливает до смерти обжору, обездвиживает до полусмерти тунеядца, подвергает проститутку изнасилованию холодным оружием, символически демонстрирует суть гордыни, дав жертве телефон как способ позвать на помощь, который, согласно сценарию Доу, жертва не использует из побуждений соответствующего греха). Иллюстрации произведения появляются в сцене в библиотеке. Цитирование поэмы Мильтона «Потерянный рай» указывает на пуританскую сущность Доу. По мнению Браунинга, функция Трейси, ставшей «мостиком» между двумя мужчинами, напоминает подобную роль Кэтрин Лейк из романа современного автора детективов Джеймса Эллроя «Чёрная орхидея».
Своё имя Сомерсет получил в честь любимого писателя Уокера — Уильяма Сомерсета Моэма.

### Особенности повествования
Структура повествования в фильме «Семь» имеет ряд особенностей. Прежде всего, Уокер хотел, чтобы последней жертвой фильма стал полицейский. Таким образом, структура фильма закольцовывается: полицейский, расследующий убийства, основанные на семи смертных грехах, сам падает жертвой греха и убивает — конец истории просматривается уже в её начале. Вторая отличительная черта повествования — фильм выстроен как исполнение плана Доу, а не как расследование череды убийств с целью разгадки, что характерно для детективов и триллеров. Кроме расстрела Доу Миллзом в финальной сцене, все остальные убийства непосредственно не показаны, зритель видит только результат (жертва, которую подвергли пыткам) или способ (изнасилование ножом, отрезание плоти). Раскрывается также время, которое убийца использовал для совершения того или иного убийства (жертву лени он мучил целый год, адвоката — уик-энд и понедельник). Кажущийся прорыв в расследовании (в доме адвоката найдены отпечатки пальцев) на самом деле — тоже часть замысла Доу, а главный подозреваемый — Виктор — оказывается третьей жертвой — жертвой праздности. Кроме того, в фильме показано, как убийца под видом фотографа возвращается на место преступления. Этот эпизод, с одной стороны, раскрывает психологию убийцы (наслаждение созерцанием последствий своей работы), а с другой — служит развитию сюжета: Доу именно в этот момент убеждается, что Миллз — подходящая кандидатура на роль последней жертвы, жертвы гнева. Другой нетипичный для детективных историй сюжетный поворот — убийца добровольно сдаётся полиции примерно за полчаса до конца фильма. Этот ход дезориентирует зрителя и выводит интригу на новый уровень.

### Проблематика и символизм
В центре сюжета фильма лежат идея семи смертных грехов и размышления о том, насколько глубоко они проникли в общество. Семь смертных грехов являются лишь основой, на которой могут произрастать преступления. Город, в котором разворачиваются события фильма, изображён перенасыщенным этими семью грехами: повсюду царят насилие, жестокость, равнодушие, грязь. Горожане толерантно относятся к такому положению вещей. Примечательно, что в фильме название города так и не прозвучало. Таким образом, этим городом может быть любой, возможно, даже родной для зрителя.
Джон Доу по-своему восстаёт против такого положения вещей и берёт на себя роль судьи и палача общества. В отличие от современного правосудия, которое не оценивает моральный облик человека, Доу в своих решениях, по мнению Валери Аллен, во многом ориентируется на судопроизводство средневековое, судившее как тело, так и душу, опираясь на христианские каноны. Убитые им люди являются воплощёнными символами. Для Доу это не отдельные индивидуумы, которых он убил ради самого акта убийства. Они воплощают черты, присущие всему обществу и каждому его члену, а также выступают как наглядные образцы смертных грехов. Браунинг считает, что грехи нельзя оценивать прямолинейно, ведь тогда преступления Доу не имели бы никакого смысла и лишь пополняли бы поток насилия. В фильме каждый грех имеет несколько более широкую трактовку, например, чревоугодие подаётся как широко распространённая вредная привычка. Сам Джон Доу также символичен. В англосаксонской юридической традиции имя «Джон Доу» используется для сохранения анонимности свидетеля в суде или для обозначения неопознанного мужского тела. Таким образом, Джон Доу может быть кем угодно (зритель о нём ничего не узнаёт). По мнению Аллен, Доу в своём мессианстве уподобляется Всякому человеку (Everyman) из английского средневекового моралите. Это созвучно с мнением Дайера о том, что Доу придерживается тех же взглядов, что и большинство нормальных людей (выступает против преступников, лжи, педофилии, наркотиков), ненормальны лишь его методы противодействия всему этому.

## Прокат и кассовые сборы
Фильм «Семь» вышел в прокат 22 сентября 1995 года и находился в нём тринадцать недель: девять недель с начала проката (с 22 сентября по 19 ноября) и ещё четыре недели в 1996 году (с 12 января по 28 января и с 16 февраля по 19 февраля). При бюджете в 33 миллиона долларов, картина выручила в прокате 327,3 миллиона долларов: 100,1 миллиона в Северной Америке (США и Канада) и 227,2 миллиона — в остальном мире. В первую прокатную неделю ленту показывали в 2441 кинотеатре, и она заработала 13,9 миллиона долларов; всего в Северной Америке фильм показывали в 2528 кинотеатрах. В 1995 году картина стала седьмой по кассовым сборам в мире, девятой в североамериканском прокате, а также лидером по этому показателю среди фильмов с рейтингом «R» (североамериканский прокат).
- Австралия — 2 ноября 1995 года — 8 666 146 $
- Австрия — 24 ноября 1995 года — 237 139 $
- Аргентина —  18 апреля 1996 года — 5 007 070 $
- Эстония Латвия Литва Прибалтика — 26 августа 1996 года — 87 941 $
- Бельгия — 31 января 1996 года — 5 392 677 $
- Боливия — 25 января 1996 года — 19 380 $
- Болгария — 22 марта 1996 года — 42 604 $
- Бразилия — 15 декабря 1995 года — 5 866 579 $
- Великобритания — 5 января 1996 года — 30 631 133 $
- Венесуэла — 28 февраля 1996 года — 241 415 $
- Гонконг — 30 ноября 1995 года — 3 351 257 $
- Греция — 9 февраля 1996 года — 978 824 $
- Дания — 8 марта 1996 года — 2 543 839 $
- Доминиканская Республика — 16 февраля 1996 года — 47 470 $
- Египет — 13 мая 1996 года — 79,861 $
- Израиль — 22 декабря 1995 года — 1 738 809 $
- Индия — 20 июня 1997 года — 97 544 $
- Индонезия — 10 апреля 1996 года — 552 604 $
- Исландия — 26 января 1996 года — 248 772 $
- Испания — 12 января 1996 года — 13 690 160 $
- Италия — 15 декабря 1995 года- 14 216 844 $
- Колумбия — 16 января 1996 года — 983 950 $
- Страны Центральной Америки и Больших Антильских островов — 12 января 1996 года — 273 154 $
- Страны Южной Африки — 24 ноября 1995 года — 1 368 913 $
- Ливан/ ОАЭ — ? — 203 097 $
- Малайзия — 25 апреля 1996 года — 252 775 $
- Мексика — 1 марта 1996 года — 2 619 472 $
- Нидерланды — 9 ноября 1995 года — 4 139 350 $
- Германия — 23 ноября 1995 года — 21 985 291 $
- Новая Зеландия — 10 ноября 1995 года — 1 201 916 $
- Норвегия — 26 января 1996 года — 2 151 703 $
- Республика Корея — 11 ноября 1995 года — 4 792 443 $
- Польша — 16 февраля 1996 года — 1 301 775 $
- Португалия — 2 февраля 1996 года — 1 421 358 $
- Пуэрто-Рико — 28 сентября 1995 года — 356 794 $
- Румыния — 31 января 1997 года — 30 691 $
- Сербия и Черногория — 3 мая 1996 года — 92 357 $
- Сингапур — 15 февраля 1996 года — 1 199 567 $
- Словения — 8 февраля 1996 года — 289 467 $
- Таиланд — 29 декабря 1995 года — 894 332 $
- Китайский Тайбэй — 10 ноября 1995 года — 2 035 910 $
- Турция — 18 февраля 1996 года — 1 098 124 $
- Венгрия — 7 ноября 1996 года — 490 439 $
- Россия/ Украина и другие страны СНГ — ? — 36 871 $
- Филиппины — 22 ноября 1995 года — 300 000 $
- Финляндия — 19 февраля 1996 года — 1 551 163 $
- Франция — 31 января 1996 года[90] — 32 847 010 $
- Хорватия — 25 января 1996 года — 225 982 $
- Чехия/ Словакия — 28 марта 1996 года — 438 664 $
- Чили — 2 мая 1996 года — 760 553 $
- Швеция — 25 декабря 1995 года — 5 378 788 $
- Швейцария — 5 января 1996 года — 4 890 625 $
- Япония — 27 января 1996 года — 37 787 580 $

## Критика

### Рецензии
По большей части фильм был положительно принят как кинокритиками, так и зрителями. На сайте Rotten Tomatoes фильм имеет рейтинг 7,7 балла (из 10 возможных) от кинокритиков и 4,1 балла (из 5 возможных) среди зрителей. Сайт также сообщает, что 80 % кинокритиков (рейтинг среди топовых кинокритиков — 60 %) и 95 % зрителей фильм понравился, а сам фильм получил статус «спелый помидор». На сайте Metacritic фильм получил 60 баллов из 100 от кинокритиков и 8,8 из 10 от зрителей. Рейтинг на IMDb составляет 8,6 балла из 10 возможных, что позволяет фильму находиться очень высоко в рейтинге 250 самых рейтинговых фильмов IMDb.
Критики оценили атмосферу фильма, созданную локациями и съёмкой. Джонатан Розенбаум пишет, что авторы создали инфернальный город «Таксиста», «Бегущего по лезвию», фильмов-нуар, пражских сюрреалистов. Тодд Маккарти использует для описания эпитеты «тёмный, мрачный, ужасающий, провоцирующий клаустрофобию и отвращение». С последним соглашается Роджер Эберт. По его мнению, в отличие от большинства голливудских триллеров или хорроров, где сцены насилия и ужасов показаны для привлечения внимания зрителей, «Семь» снят так, чтобы вызвать чувство омерзения. Джеймс Берардинелли положительно оценил фильм, хотя, по его мнению, он слишком мрачный и длинный. Рита Кемпли, которая также позитивно отозвалась о фильме, соглашается с тем, что фильм очень тёмный. В определённый момент у неё возник вопрос: «Это искусство или Финчер просто не заплатил за свет?»
«Семь» не избежал сравнения с другими триллерами 1990-х годов. По мнению Эдварда Гутмена, Джона Доу по жути и интеллекту можно сравнить с Ганнибалом Лектером. С ним не соглашается Джейми Бернард, полагая, что фильм Финчера уступает в глубине и интеллектуальности «Молчанию ягнят». Берардинелли в своей статье сравнивает «Семь» с фильмом «Подозрительные лица», замечая, что последний продуманней, однако это не мешает «Семь» оставаться хорошим триллером. На недостаток символизма и интеллектуальности сетует и Эберт. Он увидел в фильме в основном характеры и их взаимодействия, а не рассказ о расследовании. Подобного мнения придерживается и кинокритик Гарри Томпсон.
По поводу актёрской игры и убедительности персонажей мнения критиков разошлись. Так, Кевин Спейси за свою работу был удостоен ряда наград. Игра Фримена получила одобрительные отзывы Берардинелли, однако, по его мнению, персонаж Питта является одной из главных проблем фильма — Миллз абсолютно не привлекает. Эберт также отметил Фримена и причислил Сомерсета к лучшим ролям актёра. Эберт также отметил, что персонаж Пэлтроу вносит в фильм немного гуманности и является связующим звеном между двумя напарниками.
Однако не от всех критиков «Семь» получил одобрительные отзывы. Майкл Уилмингтон положительно отозвался о режиссёрской, актёрской и операторской работе, однако сам фильм ему не понравился. По его мнению, главной проблемой стал сценарий: слишком сложные диалоги, непонятная мотивация двух полицейских. Он назвал «восьмым смертным грехом» «необъективную оценку сценария». В подобном стиле высказался и Дессон Гоув, который высоко оценил режиссуру, но назвал конец фильма «предательством зрителя». Кэрол Бакленд критически отозвалась о роли Трейси как «жертвенного агнца», а Джон Рателл обвинил Финчера в неподобающем отношении к женщине в его фильме.

### Награды и номинации
| Год  | Награда                                          | Категория                                                       | Номинант                                                 | Результат          | Примечания      |
| ---- | ------------------------------------------------ | --------------------------------------------------------------- | -------------------------------------------------------- | ------------------ | --------------- |
| 1995 | Awards Circuit Community Awards                  | Лучший режиссёр                                                 | Дэвид Финчер                                             | Победа             | [ 101 ]         |
| 1995 | Awards Circuit Community Awards                  | Лучший фильм                                                    | «Семь»                                                   | Номинация          | [ 101 ]         |
| 1995 | Awards Circuit Community Awards                  | Лучшая операторская работа                                      | Дариус Хонджи                                            | Победа             | [ 101 ]         |
| 1995 | Awards Circuit Community Awards                  | Лучший монтаж                                                   | Ричард Френсис-Брюс                                      | Победа             | [ 101 ]         |
| 1995 | Awards Circuit Community Awards                  | Лучший актёр первого плана                                      | Морган Фримен                                            | Номинация          | [ 101 ]         |
| 1995 | Awards Circuit Community Awards                  | Лучший актёр второго плана                                      | Кевин Спейси                                             | Номинация          | [ 101 ]         |
| 1995 | Awards Circuit Community Awards                  | Лучшая актриса второго плана                                    | Гвинет Пэлтроу                                           | Номинация          | [ 101 ]         |
| 1995 | Awards Circuit Community Awards                  | Лучший оригинальный сценарий                                    | Эндрю Кевин Уокер                                        | Номинация          | [ 101 ]         |
| 1995 | Awards Circuit Community Awards                  | Лучший грим и причёска                                          | «Семь»                                                   | Номинация          | [ 101 ]         |
| 1995 | Awards Circuit Community Awards                  | Лучший звук                                                     | «Семь»                                                   | Номинация          | [ 101 ]         |
| 1995 | Awards Circuit Community Awards                  | Лучший актёрский состав                                         | Фримен, Питт, Спейси, Пэлтроу, Эрми                      | Номинация          | [ 101 ]         |
| 1995 | Награда британского союза кинематографистов      | Лучшая операторская работа                                      | Дариус Хонджи                                            | Номинация          | [ 102 ]         |
| 1995 | Награда Лос-Анджелесской ассоциации кинокритиков | Лучшая операторская работа                                      | Дариус Хонджи                                            | Номинация          | [ 103 ]         |
| 1995 | Награда Лос-Анджелесской ассоциации кинокритиков | Лучшая музыка                                                   | Говард Шор                                               | Номинация          | [ 103 ]         |
| 1995 | Награда Лос-Анджелесской ассоциации кинокритиков | Лучший актёр второго плана                                      | Кевин Спейси                                             | Номинация          | [ 103 ]         |
| 1995 | Награда Техасского союза кинокритиков            | Лучший актёр второго плана                                      | Кевин Спейси                                             | Победа             | [ 104 ]         |
| 1995 | Премия Американского общества кинооператоров     | Выдающиеся достижения в кинематографе в кинотеатральном прокате | Дариус Хонджи                                            | Номинация          | [ 105 ]         |
| 1996 | «Оскар»                                          | Лучший монтаж                                                   | Ричард Френсис-Брюс                                      | Номинация          | [ 106 ]         |
| 1996 | BAFTA                                            | Лучший оригинальный сценарий                                    | Эндрю Кевин Уокер                                        | Номинация          | [ 107 ]         |
| 1996 | MTV Movie Awards                                 | Лучший фильм                                                    | «Семь»                                                   | Победа             | [ 108 ]         |
| 1996 | MTV Movie Awards                                 | Лучший злодей                                                   | Кевин Спейси                                             | Победа             | [ 108 ]         |
| 1996 | MTV Movie Awards                                 | Наиболее желанный мужчина                                       | Брэд Питт                                                | Победа             | [ 108 ]         |
| 1996 | MTV Movie Awards                                 | Лучший экранный дуэт                                            | Морган Фримен и Брэд Питт                                | Номинация          | [ 108 ]         |
| 1996 | «Сатурн»                                         | Лучший сценарий                                                 | Эндрю Кевин Уокер                                        | Победа             | [ 109 ]         |
| 1996 | «Сатурн»                                         | Лучший грим                                                     | Жан Энн Блэк и Роб Боттин                                | Победа             | [ 109 ]         |
| 1996 | «Сатурн»                                         | Лучший приключенческий фильм или экшн                           | «Семь»                                                   | Номинация          | [ 109 ]         |
| 1996 | «Сатурн»                                         | Лучший актёр                                                    | Морган Фримен                                            | Номинация          | [ 109 ]         |
| 1996 | «Сатурн»                                         | Лучшая актриса второго плана                                    | Гвинет Пэлтроу                                           | Номинация          | [ 109 ]         |
| 1996 | «Сатурн»                                         | Лучший режиссёр                                                 | Дэвид Финчер                                             | Номинация          | [ 109 ]         |
| 1996 | «Сатурн»                                         | Лучшая музыка                                                   | Говард Шор                                               | Номинация          | [ 109 ]         |
| 1996 | Премия Ассоциации кинокритиков Чикаго            | Лучшая операторская работа                                      | Дариус Хонджи                                            | Победа             | [ 110 ]         |
| 1996 | Премия Ассоциации кинокритиков Чикаго            | Лучший актёр                                                    | Морган Фримен                                            | Номинация          | [ 110 ]         |
| 1996 | «Фанташпорту»                                    | Лучший фильм                                                    | Дэвид Финчер                                             | Победа             | [ 111 ]         |
| 1996 | Hochi Film Awards                                | Лучший иностранный фильм                                        | Дэвид Финчер                                             | Победа             | [ 112 ]         |
| 1996 | NAACP Image Awards                               | Выдающийся актёр первого плана                                  | Морган Фримен                                            | Номинация          | [ 113 ] [ 114 ] |
| 1996 | Премия Национального общества кинокритиков США   | Лучший актёр                                                    | Морган Фримен                                            | Номинация          | [ 115 ]         |
| 1996 | Премия журнала «Sci-Fi Universe Magazine»        | Выбор читателей в категории «Лучший фильм ужасов»               | «Семь»                                                   | Победа             | [ 116 ]         |
| 1996 | Blue Ribbon Award                                | Лучший иностранный фильм                                        | «Семь»                                                   | Победа             | [ 117 ]         |
| 1997 | «Империя»                                        | Лучший фильм                                                    | «Семь»                                                   | Победа             | [ 118 ]         |
| 1997 | «Империя»                                        | Лучший актёр                                                    | Морган Фримен                                            | Победа             | [ 118 ]         |
| 2000 | Online Film Critics Society Awards               | Лучший DVD                                                      | DVD с фильмом «Семь» из серии «New Line Platinum Series» | Номинация          | [ 119 ]         |
| 2000 | Online Film Critics Society Awards               | Лучшие комментарии на DVD                                       | DVD с фильмом «Семь» из серии «New Line Platinum Series» | Номинация          | [ 119 ]         |
| 2000 | Online Film Critics Society Awards               | Лучшие дополнительные материалы на DVD                          | DVD с фильмом «Семь» из серии «New Line Platinum Series» | Номинация          | [ 119 ]         |
| 2014 | Online Film & Television Assosiation Awards      | Фильм                                                           | «Семь»                                                   | Введён в Зал славы | [ 120 ]         |

Фильм также был среди кандидатов на попадание в списки Американского института киноискусства:
- 100 самых остросюжетных американских фильмов за 100 лет — номинант[121].
- 10 лучших американских фильмов в 10 классических жанрах — номинант[122].
- 100 лучших героев и злодеев за 100 лет — Джон Доу — номинант[123].

В 2015 году в честь своего 25-летия сайт IMDb составил список самых рейтинговых (оценка посетителей сайта) фильмов каждого года за последние 25 лет. В этом списке есть и «Семь» как самый рейтинговый фильм 1995 года.

## Выпуск на VHS, DVD и BD
После проката в кинотеатрах в 1996 году фильм был издан на кассетах (14 октября 1996 года в формате VHS) и на лазерных дисках в двух вариантах. Первый вариант издания, выпущенный непосредственно «New Line Cinema», состоит из двух дисков (три стороны) и содержит только сам фильм. Другое издание, компании «Criterion», включает в себя четыре диска (семь сторон), которые помимо фильма содержат ещё и дополнительный материал: комментарии актёров, режиссёра, сценариста, продюсеров, визажистов, вырезанные сцены и альтернативные концовки. Технические характеристики дисков подобные: отношение сторон составляет 2,35:1 (как и в кинотеатральном показе), использован аудиоформат — Dolby AC-3. Однако на дисках от «Criterion» для уплотнения записи использовано только CAV, в то время как в другом варианте — и CAV, и CLV.
26 марта 1997 года «New Line Cinema» выпустили первый DVD-диск, который содержал только фильм, записанный на двух сторонах. Соотношение сторон дисплея 16:9. На этом издании доступны аудиоформаты Dolby Digital 5.1 и Dolby Digital Stereo. Уже 12 октября 2000 года в свет вышел новый DVD-выпуск «Se7en: Platinum Series». Он состоит из двух дисков, с разным содержимым. На первом диске записан собственно фильм, а также аудиокомментарии актёров, режиссёра, сценариста, продюсера, оператора, дизайнера, монтажёра, звукорежиссёра и композитора. На втором диске расположились пояснения по созданию вступительных титров, вырезанные сцены и некоторые альтернативные концовки, дневник Джона Доу, комментарии фотографов, фильмографии актёров, мастеринг. В результате сотрудничества Финчера и колориста Стивена Накамуры было создано новое изображение для фильма, которое не базировалось на технике ретенции серебра. Отношение сторон дисплея составило 2,40:1, доступны аудиоформаты Dolby Digital 5.1, DTS 6.1 ES и Dolby 2.0 Surround.
14 сентября 2010 года вышел BD «Семь». Содержимое диска не отличается от DVD 2000 года. Сам фильм теперь можно посмотреть в качестве 1080p. Отношение сторон дисплея также осталось неизменным — 2,40:1. Доступны аудиоформаты — DTS HD Master Audio 7.1 (для английского языка) и Dolby Digital 5.1 для остальных имеющихся на диске языков (испанский, немецкий, португальский, тайский).

## Сиквел, приквел и комиксы
После успеха фильма продюсеры «New Line Cinema» проявили заинтересованность в продолжении истории. В 2002 году кинокомпания выкупила у Теда Гриффина сценарий, в котором речь шла о враче-экстрасенсе, помогающему ФБР в поисках серийного убийцы. Сценарий рассматривался как основа для сиквела «Семь». Рабочим названием проекта стало «E8ight» («Восемь»), а врача должен был сыграть Морган Фриман. Однако Дэвид Финчер идею не поддержал и отказался участвовать в проекте. В конце концов, продюсеры отказались от этой затеи, а сценарий фильма был несколько переписан и использован для другого фильма — «Утешение» с Энтони Хопкинсом и Колином Фаррелом в главных ролях.
В 2006 году ходили слухи о планах снимать приквел к фильму «Семь» под рабочим названием «Virtue», однако до съёмок дело не дошло.
В сентябре 2006 года в свет вышел первый выпуск комикса «SE7EN». Издательством занялась компания «Zenescope Entertainment», получившая разрешение на использование интеллектуальной собственности от «New Line Cinema». Всего в течение 2006—2007 годов было сделано семь выпусков комикса — по одному на каждый смертный грех. Каждый выпуск включает 32 цветные страницы. В отличие от фильма, в комиксах повествование ведётся с точки зрения Джона Доу.

## Комментарии
1. ↑  В англоязычных странах именем Джон Доу принято обозначать неизвестного, анонимного или малозначительного участника судебного процесса, а также неопознанный труп.
2. ↑  В западном христианстве данный порядок грехов ввёл папа Римский Григорий Великий: Superbia (гордыня); Invidia (зависть); Ira (гнев); Acedia (уныние); Avaritia (алчность); Gula (чревоугодие); Luxuria (похоть, блуд).